# سیارک ۲۰۶۳۸
سیارک ۲۰۶۳۸ (به انگلیسی: 20638 Lingchen، نامگذاری:1999TV108) بیست هزار و ششصد و سی و هشتمین سیارک کشف شده‌است که در ۴ اکتبر ۱۹۹۹ کشف شد.
قدر مطلق سیارک برابر ۲۰.۴ است.